# Stazione di Yata
La stazione di Yata (矢田駅?, Yata-eki) è una stazione che si trova nel quartiere di Higashisumiyoshi-ku a Osaka, in Giappone. Presso di essa passa la linea Kintetsu Minami-Ōsaka, e fermano solamente i treni locali.

## Linee
Ferrovie Kintetsu
■ Linea Kintetsu Minami-Ōsaka

## Struttura
La stazione si trova su viadotto, e dispone di due marciapiedi laterali con due binari passanti al centro. 
| 1 | ■ Linea Kintetsu Minami-Ōsaka | per Fujiidera, Dōmyōji, Furuichi, Shakudo, Kashiwarajingū-mae, Yoshino e Kawachi-Nagano |
| 2 | ■ Linea Kintetsu Minami-Ōsaka | per Ōsaka-Abenobashi                                                                    |

## Stazioni adiacenti
| «                           | Servizio                    | »                           |
| Linea Kintetsu Minami-Osaka | Linea Kintetsu Minami-Osaka | Linea Kintetsu Minami-Osaka |
| --------------------------- | --------------------------- | --------------------------- |
| Harinakano                  | Locale                      | Kawachi-Amami               |
| Transito                    | Semiespresso                | Transito                    |
| Transito                    | Espresso sezionale          | Transito                    |
| Transito                    | Espresso                    | Transito                    |